# مسجد حيدرية
مسجد حيدرية في قزوين هو مبنى في مدينة قزوين، إيران. على الرغم من أن تم تجديده بعد زلزال 1119 م في زمن السلاجقة، إلا أن تاريخ بناء هذا الصرح يعود إلى ما قبل الإسلام، حيث كان معبد النار الزرادشتية. يقع المبنى اليوم في ساحة مدرسة ابتدائية، ويعمل كمكتبة وقاعة للمدرسة.